# 超高頻電視廣播

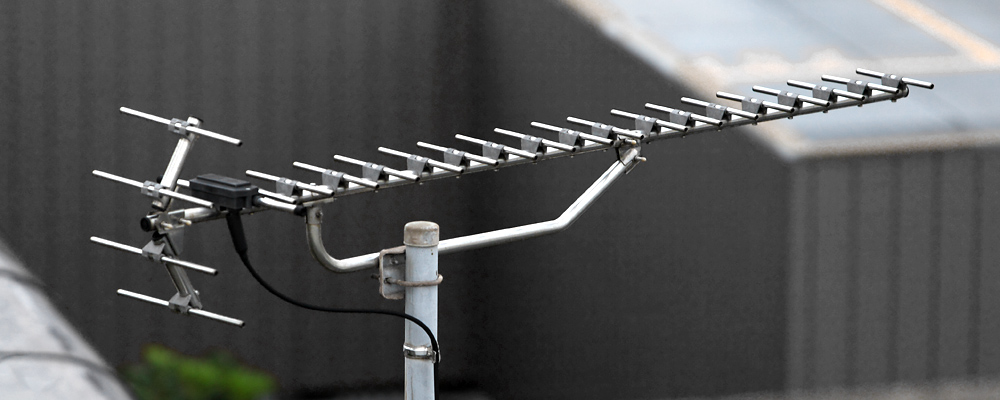

超高頻電視廣播是指利用特高頻（UHF）進行類比及數位無線電視訊號傳輸的電視。一般來說，超高頻電視的頻道號碼會更大。例如在美國，特高頻（VHF）的頻道號碼是1-13，而超高頻則是14至83。由於初期電視使用VHF，因此接收UHF訊號經常另需器械，加上UHF易受環境干擾，因此大多數業者傾向使用VHF訊號。但數位電視已解決這一問題。現在絕大多數無線電視均使用UHF播出，而VHF電視已逐漸退出。